# Komenda Rejonu Uzupełnień Nowogródek

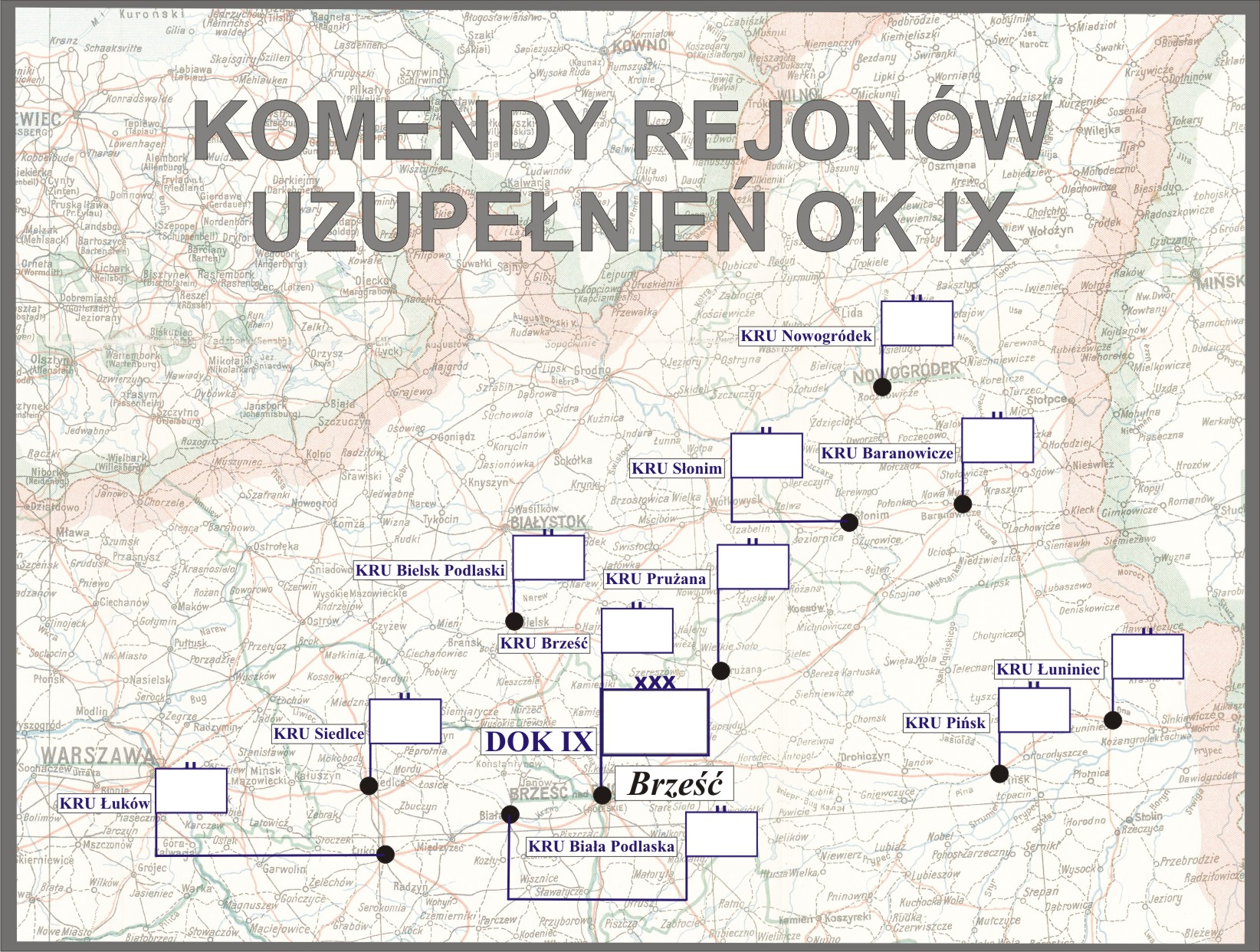
Komendy rejonów uzupełnień OK IX

Komenda Rejonu Uzupełnień Nowogródek (KRU Nowogródek) – organ wojskowy właściwy w sprawach uzupełnień Sił Zbrojnych II Rzeczypospolitej i administracji rezerw w powierzonym mu rejonie.

## Historia komendy
23 grudnia 1930 roku zostało ogłoszone zarządzenie ministra spraw wojskowych B. Uzup. 7783 Pob. Org. „Podział terytorialny Rzeczypospolitej na PKU – zmiany”, zgodnie z którym na obszarze Okręgu Korpusu Nr IX została utworzona Powiatowa Komenda Uzupełnień Nowogródek, administrująca powiatem nowogródzkim, wyłączonym z okręgu poborowego PKU Słonim.
1 lipca 1938 roku weszła w życie nowa organizacja służby poborowej, zgodnie z którą dotychczasowa PKU Nowogródek została przemianowana na Komendę Rejonu Uzupełnień Nowogródek przy czym nazwa ta zaczęła obowiązywać 1 września 1938 roku, z chwilą wejścia w życie ustawy z dnia 9 kwietnia 1938 roku o powszechnym obowiązku wojskowym.
Komendant rejonu uzupełnień w sprawach dotyczących uzupełnień Sił Zbrojnych i administracji rezerw podlegał bezpośrednio dowódcy Okręgu Korpusu Nr IX.
Rejon uzupełnień od początku istnienia komendy nie uległ zmianie i nadal obejmował powiat nowogródzki.

## Obsada personalna
Komendanci
- mjr piech. Aleksander Komar (IX 1930 – 31 X 1932 → stan spoczynku[5])
- ppłk piech. Jan Rój (XII 1932 – IV 1934 → komendant PKU Toruń[6])
- mjr piech. Piotr Zabłocki (IV 1934[6] – 1939)

Obsada personalna PKU we wrześniu 1930 roku
- komendant – mjr piech. Aleksander Komar
- kierownik I referatu – kpt. piech. Józef Alojzy Pietraszek
- kierownik II referatu – por. piech. Ludwik Herzog

Obsada personalna PKU w 1932
- komendant – ppłk piech. Jan Rój
- kierownik I referatu – kpt. piech. Jan Florian Wiskont
- kierownik II referatu – por. piech. Ludwik Herzog

Obsada personalna KRU w marcu 1939
- komendant – mjr piech. Piotr Zabłocki
- kierownik I referatu ewidencji – kpt. adm. (piech.) Ludwik Herzog[b]
- kierownik II referatu uzupełnień – por. adm. (tab.) Marian Zaboklicki